# Lorenzo Vizzini
Lorenzo Vizzini Bisaccia (Ragusa, 27 febbraio 1993) è un paroliere, compositore e cantautore italiano.

## Biografia
Nato a Ragusa, figlio dell'imitatore e cabarettista Danilo Vizzini, da bambino si esibisce al fianco del padre in numerosi spettacoli e prende parte allo show Bravo Bravissimo, classificandosi secondo. Nel 1999 partecipa al film Fantozzi 2000 - La clonazione, sua unica esperienza recitativa. A 18 anni si trasferisce a Milano dove intraprende l'attività di paroliere. Nel 2011 si aggiudica il Premio Lunezia nella categoria nuove proposte. Nel 2013 compone 8 dei 13 brani dell'album Meticci di Ornella Vanoni. Nel 2015 dà alle stampe il suo primo album da cantautore, Il viaggio.
Nel 2017 collabora alla composizione del singolo 200 note, dall'album Simili di Laura Pausini. Nel 2019 prende parte al Festival di Sanremo con due brani, Mi sento bene di Arisa e Le nostre anime di notte di Anna Tatangelo. Lo stesso anno ottiene una nomination al Nastro d'argento per la migliore canzone originale con Toc toc, brano composto insieme a Matteo Buzzanca per il film Saremo giovani e bellissimi.
Nel 2020 Vizzini compone 8 brani per l'album Zerosettanta di Renato Zero, con cui aveva già collaborato precedentemente. Nel 2021 scrive il testo di Luce per Marco Mengoni, e lo stesso anno dà inizio alla collaborazione con Mr. Rain, partecipando alla stesura di sette brani del suo album Petrichor; la collaborazione prosegue nel 2022 con l'album Fragile e nel 2023 con Supereroi, brano classificandosi al terzo posto al Festival di Sanremo 2023, e con i singoli La fine del mondo e Un milione di notti.
Le sue collaborazioni includono Emma Marrone, Alexia, Francesco Gabbani, Pinguini Tattici Nucleari, Simona Molinari, Raphael Gualazzi, Giovanni Caccamo, Mario Lavezzi, Tricarico, Deborah Iurato, Giordana Angi, Tony Maiello, Ghost, Cristina Scuccia, Antonino Spadaccino.

## Discografia

### Album
- Il viaggio (2015)
- L'aria di casa (2018)
- Suxmario (2021)

### EP
- Riviera (2022)